# Jonathan Sagall
Jonathan Sagall, in ebraico יהונתן סגל, (Toronto, 23 aprile 1959), è un attore, regista e sceneggiatore canadese naturalizzato israeliano.

## Biografia
Molti suoi parenti emigrarono in Israele durante la Seconda guerra mondiale, e poi emigrarono a Toronto, dove Jonathan visse fino all'età di 11 anni, quando con la sua famiglia si trasferì in Israele.
Figlio dell'attrice Ruth Sagall, ha iniziato la sua carriera a 18 anni e a livello internazionale è principalmente noto per aver recitato in Schindler's List - La lista di Schindler di Steven Spielberg, mentre in Israele il suo nome è più legato al film cult Pop Lemon.
Oltre che come attore, Sagall ha lavorato anche come regista. Due suoi film, Kesher Ir e Lipstikka, sono stati presentati al Festival di Berlino.

## Filmografia

### Attore

#### Cinema
- Pop Lemon, regia di Boaz Davidson (1978)
- Porky's Academy, regia di Boaz Davidson (1979)
- Quella folle estate, regia di Boaz Davidson (1981)
- Reclute e seduttori, regia di Boaz Davidson (1982)
- Nagu'a, regia di Amos Guttman (1982)
- La gang dei seduttori colpisce ancora, regia di Dan Wolman (1983)
- Ha-Megillah '83, regia di Ilan Eldad (1983)
- La tamburina (The Little Drummer Girl), regia di George Roy Hill (1984)
- Ahava Tzeira, regia di Walter Bannert (1987)
- Summertime Blues: Lemon Popsicle VIII, regia di Reinhard Schwabenitzky (1988)
- Schindler's List - La lista di Schindler (Schindler's List), regia di Steven Spielberg (1993)
- Kesher Ir, regia di Jonathan Sagall (1999)

#### Televisione
- The Man with the Power - film TV, regia di Nicholas Sgarro (1977)
- A Love Affair: The Eleanor and Lou Gehrig Story - film TV, regia di Fielder Cook (1977)
- Sweating Bullets - serie TV, 1 episodio (1992)
- New York Undercover - serie TV, 1 episodio (1995)
- Starhunter - serie TV, 1 episodio (2003)
- Ha-Makom - serie TV (2007)

### Regista
- Zerach Lipshitz' Last Little Vacation - cortometraggio (1985)
- Baba-It - cortometraggio (1987)
- Kesher Ir (1999)
- Lipstikka (2011)

### Sceneggiatore
- Baba-It - cortometraggio, regia di Jonathan Sagall (1987)
- Kesher Ir, regia di Jonathan Sagall (1999)
- Lipstikka, regia di Jonathan Sagall (2011)

### Produttore
- Nagu'a, regia di Amos Guttman (1982)
- Baba-It - cortometraggio, regia di Jonathan Sagall (1987)
- Kesher Ir, regia di Jonathan Sagall (1999)
- Lipstikka, regia di Jonathan Sagall (2011)

## Doppiatori italiani
- Lucio Saccone in Schindler's List - La lista di Schindler